# Grand cru
Grand cru, pojam u vinogradarstvu. Široko se primjenjuje u Francuskoj. Općenito nije oznaka za kakvoću vina, nego potencijal vinograda, odnosno terroira za uzgoj vinove loze i upravo se rabi u klasifikaciji najboljih položaja. Zbog toga što se radi o potencijalu, a ne o oznaci kakvoće, proizvođači nerijetko koriste to za označiti vino, pa ih kupci kupuju vjerujući da kupuju velika vrijedna vina, a radi se o prosječnim, ili čak ispodprosječnim vinima. U Hrvatsku je pojam uveo vinar Zlatan Plenković svojim vinom Zlatan Plavac Grand Cru, koji je doista i smatran i jednim od ponajboljih, ali i najskupljih, dalmatinskih crnih vina, pa danas kupci zbog toga smatraju da je grand cru oznaka visoke kakvoće.

## Vanjske poveznice
- Abeceda FINIH zalogaja - Alphabet français pour les gourmets Što znači oznaka Grand Cru na vinima različitih francuskih vinskih regija?